# Calamar (cráter)
Calamar es un cráter de impacto del planeta Marte situado al noreste del cráter Dixie, a 18.5° norte y 55.0º oeste. El impacto causó un boquete de 7.2 kilómetros de diámetro. El nombre fue aprobado en 1988 por la Unión Astronómica Internacional, haciendo referencia a la ciudad homónima de Colombia.